# Caroline Märklin
Pour les articles homonymes, voir Märklin (homonymie).
Caroline Märklin, née le 13 mars 1826 à Louisbourg (Allemagne) sous le nom de Carolina Friederika Hettich, et décédée le 2 décembre 1893, est une femme d'affaires et cheffe d'entreprise allemande. À la suite du décès accidentel de son premier mari survenu en 1866, elle reprend la direction de la société de jouets, Märklin, qu'elle gère jusqu'en 1888.

## Biographie
Née en 1826 à Louisbourg, en Allemagne, Caroline Hettich y grandit et fait ses études. En 1858, elle fait la connaissance d'un petit entrepreneur, Theodor Friedrich Wilhelm Märklin (de) (1817-1866), alors fraîchement veuf et qui dirige une entreprise de plomberie. Un an plus tard, en 1859, Theodor Märklin et Caroline Hettich se marient. La même année, Caroline Märklin pousse son mari à se lancer dans la fabrication de jouets en métal pour les petites filles. Au cours des années suivantes, Caroline Märklin effectue de nombreux voyages d'affaires à l'étranger pour exporter la marchandise et participe ainsi au succès croissant de l'entreprise.
En plein développement de l'entreprise, Theodor Friedrich Wilhelm Märklin meurt brutalement à l'âge de 49 ans des suites d'un accident survenu le 20 décembre 1866. Dès lors, Caroline Märlin demeure propriétaire et unique dirigeante de l'entreprise. En 1868, Caroline Märklin se remarie avec Julius Eitel, l'un de ses salariés. Ce dernier contribue au sauvetage de l'entreprise qui rencontre alors des difficultés économiques. Leur mariage étant très fragile, Julius Eitel se suicide en 1886. Deux ans plus tard, elle cède l'entreprise à ses fils Eugen Märklin (de) et Karl Märklin (de) qui se lanceront avec succès dans la fabrication de trains miniatures.
Caroline Märklin meurt le 2 décembre 1893 à l'âge de 68 ans.